# Estero Matranquil
El estero Matranquil es un curso natural de agua que fluye en la Región del Biobío, Chile, con dirección general suroeste y desemboca en el río Tirúa.

## Historia
Luis Risopatrón lo describe en su Diccionario Jeográfico de Chile de 1924:: 536 
Matranquil (Estero) 38° 20' 73° 21’. Afluye del NE i con el de Huillinco, corre a vaciarse en la márjen N de la parte inferior del rio Tirúa. 156.